# G26型柴油機車
G26型柴油機車，是一款由美國易安迪公司生產之出口型柴電機車，擁有多種版本，但一律為Co-Co軸式。

## 歷史及設計

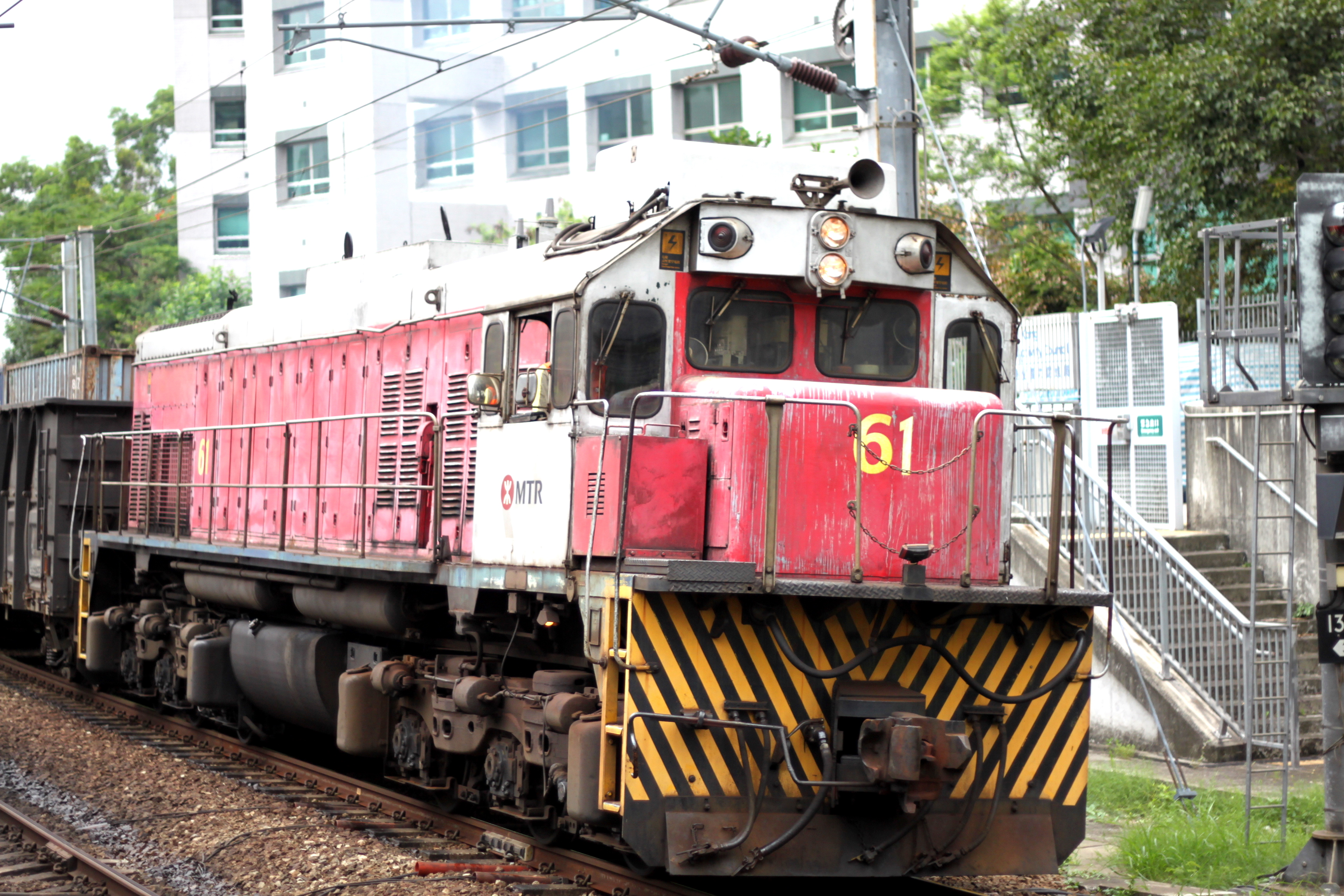
港鐵貨運服務於2010年6月16日終結，圖為最後一班貨運列車駛經九龍塘站

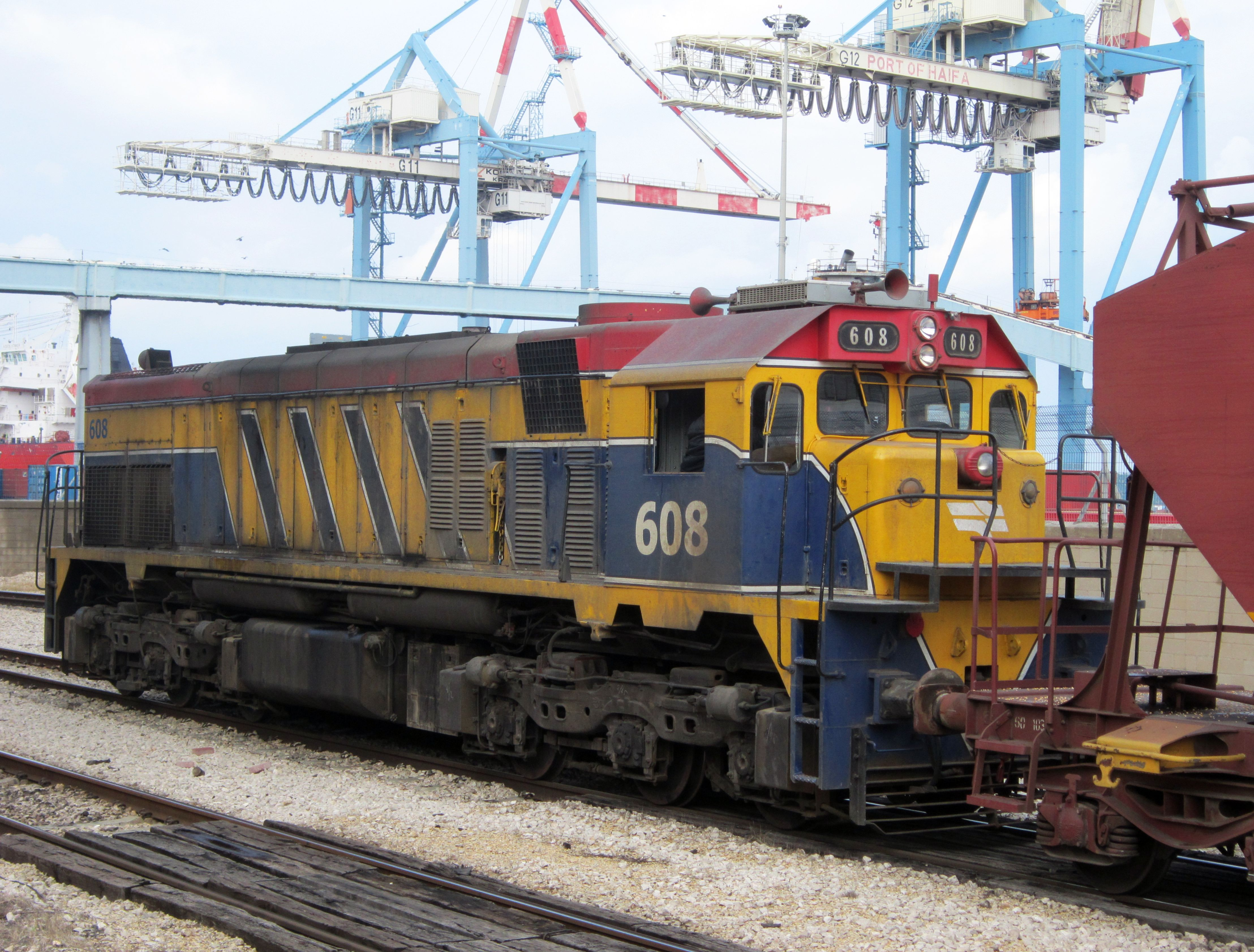
以色列鐵路的G26型機車608號在當地港口車站

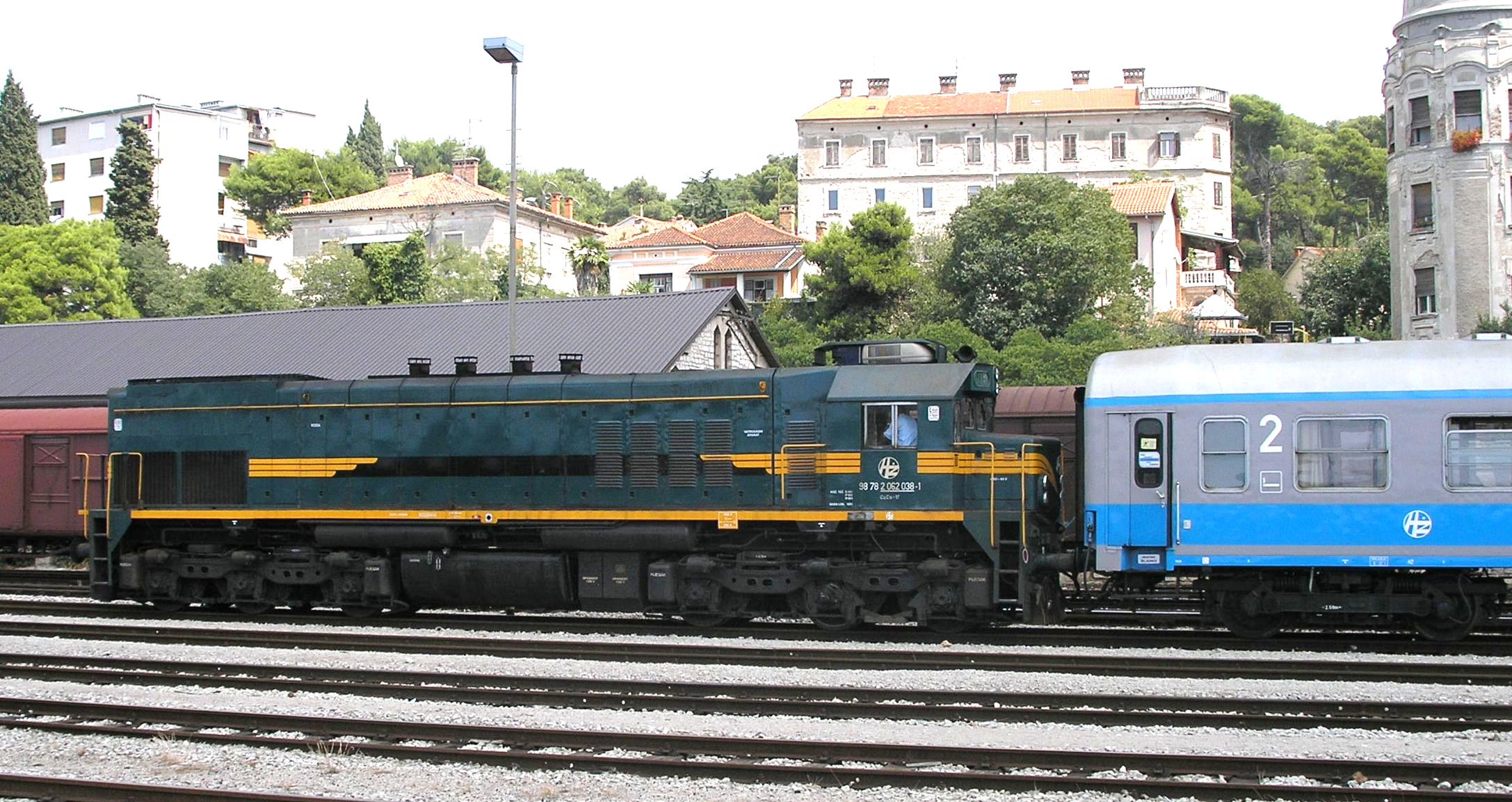
克羅地亞的G26型機車正牽引一列載客列車

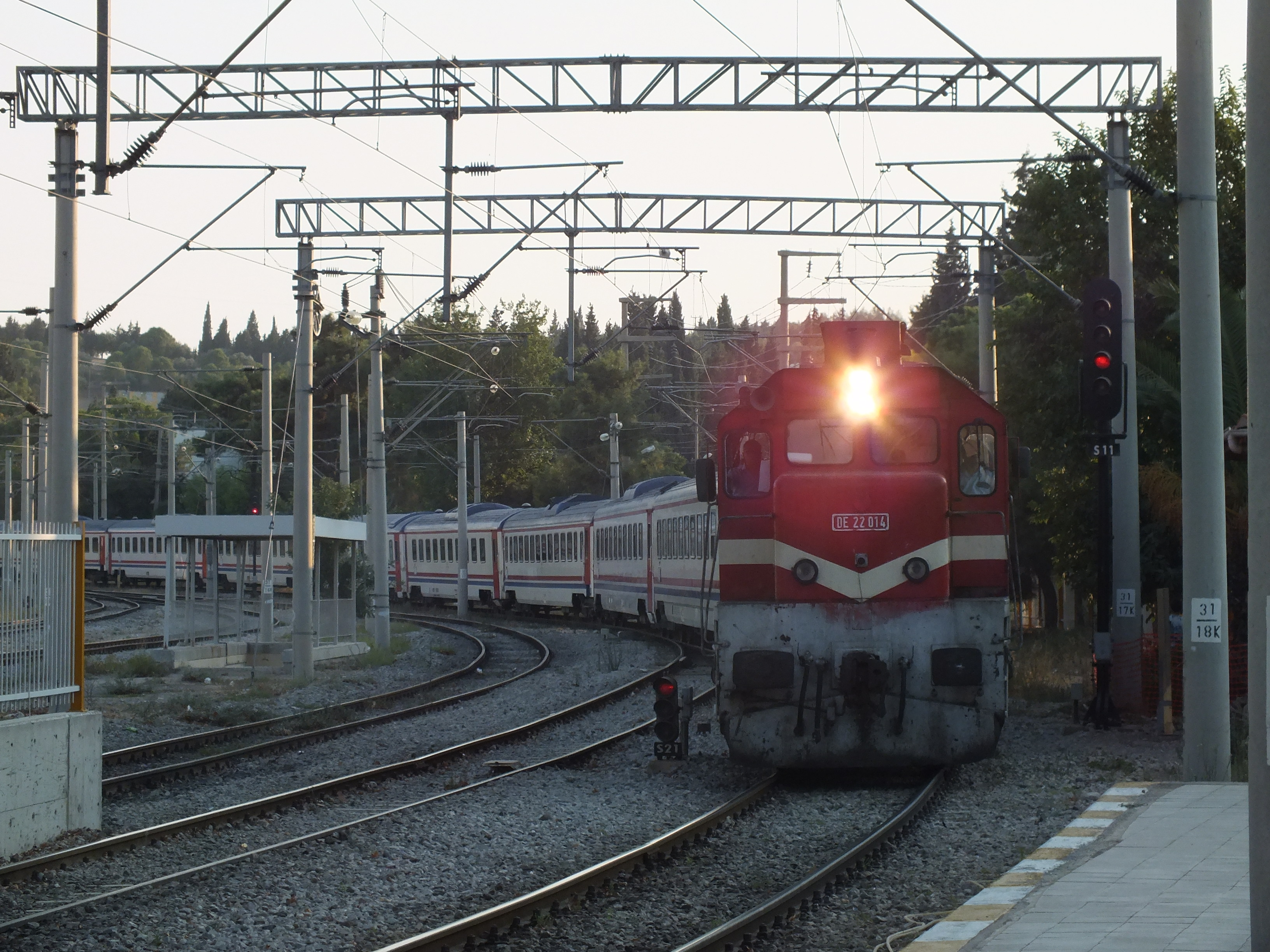
正在進站的土耳其G26型機車

### 香港
這款機車相對於港鐵較新型的ER20型柴油機車為長，但牽引功率及牽引力與ER20相同，而馬力比較低。這款柴油機車屬G26型柴油機車車系之一，採用電力傳動，為數3輛。編號60-62，由美國  製造，於1974年至1977年之間投入服務。在九廣鐵路（英段）電氣化以前，曾用於拉動客車，但於1983年的電氣化以後只作拉動貨卡（至2010年6月16日）、在何東樓車廠過夜的1列25T型客車和正進行車頭例行保養的九廣通列車及緊急用途。編號60的車頭方向是紅磡，編號61和62的車頭方向是羅湖/落馬洲。
本型機車曾三度更改漆裝：九鐵公司成立前為綠底橙字，及後改塗淺灰藍色及九鐵公司標誌，並於1996年九鐵更改品牌形象時，改塗紅色，並改用九鐵字體機車編號及新標誌。而在兩鐵合併後，原有漆裝基本不變，但以港鐵公司標誌蓋在九鐵標誌上方。
兩鐵合併後，機車仍屬九鐵公司擁有，由港鐵使用，並具資產處分權。
港鐵的貨運服務已於2010年6月16日停止服務（而最後一班中港郵政車，由本型機車61號牽引），此類機車亦同時停止正常服務，現用作夜間工程車，平日通常泊在御龍山基座的港鐵何東樓車廠機務段。
保養方面，自兩鐵合併後，港鐵對此等機車的廠修有所減少，但基於工程需要，會不定期於進行工程後清晨由何東樓車廠以「不停站列車」名義北上至羅湖編組站進行入油及保養，以確保機車運作正常。然後按當日收車後工程需要於中午前、下午非繁忙時間或晚上接近收車時段（週日則為早上）以「不停站列車」名義返回何東樓車廠或火炭軌道工場。
2017年11月22日凌晨，在港鐵中期翻新列車退役演習中，本型62號機車連同G16型機車59號，負責牽引將E70/E92車組牽引進出火炭貨場，預演舊列車退役調離程序。
2018年3月4日凌晨，兩名港鐵維修人員凌晨在東鐵綫太和站與粉嶺站之間進行打磨路軌與更換路軌工作期間，負責打磨路軌的59號工程車突然溜後，撞向更換路軌的60號工程車，其後60號復修完成後再次行駛，59號不幸宣佈提早報廢。
2020年8月尾，61號因機件故障而全日停泊在大埔墟站中間月台，吸引大量市民拍照紀念。
由於車齡已高，剩餘的G26機車原訂於2020年9月11日（即新訊號系統啟用前一日）凌晨最後一次分別牽引溜軸機車及工程列車後退役。而在前一天下午，港鐵原訂會安排60號機車駛往何東樓車廠，並吸引大量鐵路愛好者拍攝。由於不明原因（一說為機械故障），最後沒有開出該回送班次。同時間，由於大學站有大量鐵路迷聚集，有人報警並指他們違反限聚令，最後警方到場調查，並沒有向一群鐵路迷發出告票，只是提醒他們要保持社交距離。
其後，港鐵宣佈因新訊號系統出現問題，需時糾正，故G26機車退役日期延遲至2021年2月6日。至同月9日凌晨，所有退役的G26機車連同G16機車，以手動駕駛方式（即限速22km/h行駛，並通過對講機向司機發出行車訊號）自力回送至沙田貨場暫存，等待處置，相關機車隨後獲招標出售，買家可購入4或全部5輛機車。如獲承接，此等機車預計將於羅湖編組站或何東樓車廠發運。但是，港鐵隨後在回覆鐵路愛好者的查詢時，宣佈第一次標售已經流標，故該批機車去向未明。及後，港鐵將60號機車贈予香港鐵路博物館，並於2023年9月20日進行陸送。2023年10月4日正式開放給市民觀賞，列車車頭已改為羅湖/落馬洲方向。

### 前南斯拉夫
前南斯拉夫鐵路於1972-1984年間，向易安迪公司及其授權廠商購入合共85輛本型機車，命名為664型，並再按生產地細分為-0（在美國組裝）及-1型（在現時的克羅地亞組裝）機車。在南斯拉夫解體後，車輛分別屬於克羅地亞鐵路、塞爾維亞鐵路及斯洛文尼亞鐵路，至今仍然服役。

#### 克羅地亞
自南斯拉夫鐵路分拆後，克羅地亞鐵路繼承了其中60輛664-0型機車，並改名為2062型柴油機車。及後，其中20架同款機車曾接受現代化工程，並另行命名為2062-1型機車。

#### 塞爾維亞
另外，塞爾維亞鐵路亦繼承了另外5輛664-0型機車，但目前已經全數退役。

#### 斯洛文尼亞
至於664-1型機車，則全數於南斯拉夫解體後改隸斯洛文尼亞鐵路。該等機車採用易安迪的設計，但改於原南斯拉夫境內的授權廠商組裝，於1984年投入服務。

### 南韓
大韓民國鐵道廳於1969年向易安迪購入10輛本型機車，編號為6301-6310。所有機車已於1990年代退役。

### 印尼
印尼鐵路公司於1986-2008年間，先後六次訂購本型機車，合共48輛，並定型為CC202型，採用1,067毫米窄軌軌距 。其中，在2008年購入的9輛，是最後一批生產的G26機車。所有本型機車配屬班達楠榜機務段。

### 土耳其
土耳其國家鐵路於1989年向土耳其機車車輛（易安迪授權生產）購入86輛本型機車，並定為TCDD DE22000型，編號為DE22001-DE22086。